# أليكس كيد إن ميركل ورلد
أليكس كيد إن ميركل ورلد (بالإنجليزية: Alex Kidd in Miracle World؛ باليابانية: アレックスキッドのミラクルワールド ) هي لعبة فيديو من سيجا لـجهاز سيجا ماستر سيستم، صدرت في عام 1986. وصدرت لأول مرة في اليابان يوم السبت 1 نوفمبر 1986، ثم وزعت على أوروبا وأستراليا والولايات المتحدة في 1987. كان يمكن القول إنها اللعبة الأكثر شهرة في سلسلة أليكس كيد.

## وصلات خارجية
- SEGA of Japan Archive - Alex Kidd in Miracle World (متوفرة باللغة اليابانية).
- Alex Kidd in Miracle World  LBP Remake